# Codex Sangallensis 966
Der Codex Sangallensis 966 (Cod. Sang. 966) ist eine «Sammelhandschrift zur geistigen Erbauung» der Codices Sangallenses, die in der Stiftsbibliothek St. Gallen aufbewahrt werden. Der Codex aus den Jahren um 1440/1450 enthält Stücke geistlichen Inhalts in deutscher Sprache. Darunter sind drei Betrachtungen oder Predigten von Meister Eckhart und seiner Schule, eine Nikolaus von Lyras zugeschriebene Betrachtung über das Buch Daniel und Sprüche von Aposteln, Kirchenvätern und antiken Philosophen. Von Bedeutung ist das St. Galler Weihnachtsspiel aus dem letzten Drittel des 13. Jahrhunderts als ältestes deutschsprachiges Spiel in seiner Art.
Die Sammelhandschrift wurde im Rahmen des Projektes e-codices – Virtuelle Handschriftenbibliothek der Schweiz digitalisiert und ist dort seit Dezember 2006 frei zugänglich.

## Beschreibung
Der Codex hat 235 Seiten mit den Abmessungen 21 cm × 14,6 Zentimeter. Er ist von einer einzigen Hand in «gut leserlicher» Bastarda 27- bis 33-zeilig auf einem Schriftspiegel von etwa 15,5–16,5 cm × 10–11 cm geschrieben. Überschriften, Initialen, Schlusszeichen sowie Zierstriche sind rubriziert. Schreibsprache ist nach Joseph Klapper der Dialekt des St. Galler Landes; nach Emilia Bätschmann ist die Abschrift im östlichen Teil des alemannischen Sprachgebiets entstanden. Eine zweite Hand hat eine geringe Zahl von Korrekturen eingefügt. Die Paginierung stammt von einer dritten Hand. Beschreibstoff ist Papier, das anhand des Ochsenkopfwasserzeichens auf die Jahre 1437–1450 datiert werden konnte.
Der Einband aus späterer Zeit besteht aus orangebraunen Kartondeckeln mit einem Rücken aus hellbraunem Leder. Zwei kleine rotgerahmte Papierschilder der Stiftsbibliothek enthalten die Inhaltsangabe «Hl. Sprüche. | Propheten | in Reimen. | Nic. de Lyra.» sowie die Signatur «966».

## Inhalt der Sammelhandschrift
Inhaltsangabe Gustav Scherrers, ergänzt um die Beschreibung im Handschriftencensus:
- Drei Betrachtungen, S. 3–11
- Es lert bruder David süben gross nutz die man gewinnet von siechtagen und Anderes, S. 13
- Pseudo-Anselmus: Fragen S. Anshelms an den Kranken, S. 18–19
- Sprüche und Ermahnungen der Apostel, Kirchenväter und Kirchenlehrer, S. 19–50
- Eckhart-Legenden / Meister Eckhart und der arme Mensch, S. 50–52
- (Guiard von Laon:) Von zwölf Nutzen des Sakraments (Zwölf-Früchte-Traktat), S. 54–60
- S. Thomas spricht, S. 60–68
- Vaterunserauslegung, Ciprianus spricht etc., S. 68–76
- Johannes Franke (?): Von zweierlei Wegen, Abhandlungen über Trinität und Anderes, S. 76–86
- Drei Predigten Meister Eckharts, S. 87–98
- Elsbeth von Oye: Offenbarungen, S. 98–99
- Herzklosterallegorie / In dem clostir der selin got ist der prior, S. 103
- Fünfzehn Zeichen vor dem Jüngsten Gericht, S. 104–105
- Fünfzehn Zeichen in der Geburtsnacht Christi, S. 105–107
- Die Wunder der hl. drei Könige, S. 107–108
- Die zwölf guten Menschen und der Jüngling, S. 108–109
- Predigt über die Vision des Hosea, S. 109–112
- Andere Predigt, S. 112–114
- Sprüche, S. 114–115
- Hie lis von ainer guter closnerin (ain bredig von Sant Katherinen), S. 115–121
- Vergleichung der X Gebote mit 10 «Helblingen», S. 121–129
- Hie vint man die propheten und die propheten spruch von der geburd ihesu Ch.i., S. 129–169
- Marquard von Lindau: De Nabuchodonosor (deutsch), Nikolaus von Lyra zugeschrieben, S. 170–233.

## St. Galler Weihnachtsspiel
Das «St. Galler Weihnachtsspiel» (auch St. Galler Spiel von der Kindheit Jesu) ist das älteste deutschsprachige Spiel in seiner Art und nur in dieser einzigen Abschrift des 15. Jahrhunderts erhalten. Die Entstehungsorte des Sammelbandes und seiner Urtexte sind unbekannt. Für das Weihnachtsspiel weist Bätschmann auf eine «enge stilistische Verwandtschaft» mit dem Osterspiel von Muri hin. Es sei jedoch nach diesem entstanden, zehn Reime mit oberdeutscher Apokope lassen sie den Urtext des Spiels auf das letzte Drittel des 13. Jahrhunderts datieren.
Das Spiel nimmt die Seiten 129 bis 169 des Codex ein und ist mit Hie vint man die propheten und die propheten spruch von der geburd ihesu Ch.i überschrieben. Es ist 1081 Verse lang und gliedert sich in vier Teile. Bei der Abschrift wurden sieben der sich paarweise reimenden Verse ausgelassen. Im ersten Teil treten die Propheten auf, die auf die Ankunft des Messias hinweisen. Ab Vers 264 folgt im zweiten Teil die Vorgeschichte der Geburt Jesu Christi. Dazu gehören Mariä Verkündigung sowie Heimsuchung. Die Herbergssuche fehlt. Nach der Hirtengeschichte folgt die Anbetung Marias durch die Töchter Zions. Der dritte, längste und «zentrale» Teil (Vers 506–975) schildert den Weg der Heiligen Drei Könige bis zur Anbetung. Es folgen der Tötungsbefehl von König Herodes und die Warnung Josefs durch den Engel. Die folgende Flucht nach Ägypten ist Thema des kurzen vierten Teils.
Das Spiel ist nicht chronologisch angelegt, regelmässige Rückbezüge auf die Prophetien des ersten Teils machen in den beiden folgenden Teilen einen grossen Anteil des Textinhalts aus. Ein wichtiger Bestandteil des Textes ist eine umfangreiche Klage der Christenheit in Ägypten. Diese bringt das Schicksal der Israeliten im Alten Testament mit dem Kindermord in Bethlehem in Verbindung.
Nach der jüngeren Forschung wurde das Weihnachtsspiel als Lesespiel geschaffen, das unabhängig vom liturgischer Kalender einer «übergreifenden Erkenntnis dienen sollte» und «nicht bloss zu Weihnachten» vorgetragen wurde. Erhärtet wird dies durch fehlende Regieanweisungen und die Aufnahme in eine Sammelhandschrift mit geistlichen Texten.
Verschiedene Bühnenfassungen entstanden zwischen 1928 und 1978, unter anderem durch Hans Reinhart. Zu dieser «breiten» Rezeption gehörten standardsprachliche und Dialektfassungen. Bätschmann veröffentlichte 1977 die erste wissenschaftliche Edition des Spiels.

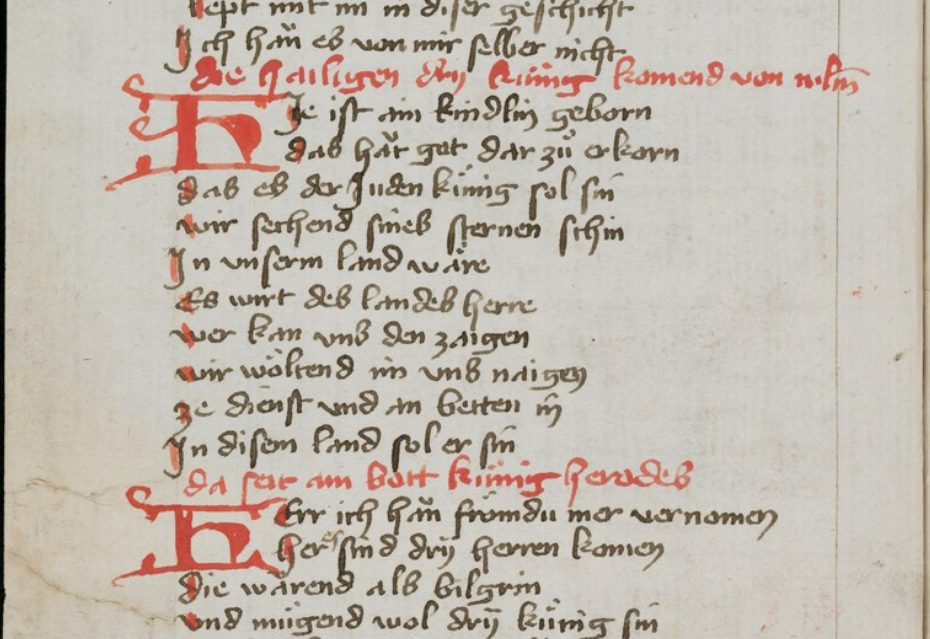
Cod. Sang. 966, Anfang der Drei-Königs-Geschichte

Transkribierter Anfang des dritten Teils, siehe Bild:

die hailigen dry kȕnig komend von n• Im. [nach Ierosolymam].
HIe ist ain kindlin geborn,
daß hǎt got dar zů erkorn,
 daß eß der Iuden kȕnig sol sin.
wir sachend sineß sternen schin
in vnserm land wȁre
Eß wirt deß landeß herre.
Wer kan vnß den zaigen?
wir wȍltend im vnß naigen
ze dienst vnd an betten in.
In disem land sol er sin.

## Belege
1. 1 2  Emilia Bätschmann: Das St. Galler Weihnachtsspiel. Bern 1977. S. 11–12.
2. ↑  St. Gallen, Stiftsbibliothek, Cod. Sang. 966; Inhaltsangabe. e-codices, abgerufen am 14. Dezember 2024.
3. ↑  Handschriftenbeschreibung 5712, Inhalt. handschriftencensus.de, abgerufen am 14. Dezember 2024.
4. ↑  Emilia Bätschmann: Das St. Galler Weihnachtsspiel. Bern 1977. S. 14–15.
5. ↑  Auslassungen jeweils nach 349, 548, 737, 820, 863, 880 und 943. Vgl. Emilia Bätschmann: Das St. Galler Weihnachtsspiel. Bern 1977. S. 12.
6. 1 2 3 4  Ruth  Wiederkehr: Ein Spiel nicht bloss zu Weihnachten. In: Nur Du! Einmaliges in der Stiftsbibliothek St. Gallen. St. Gallen 2023. S. 46–47.
7. ↑  Codex Sangallensis 966. Seite 148, Vers 506–515. Mit ergänzten Satzzeichen nach: Emilia Bätschmann: Das St. Galler Weihnachtsspiel. Bern 1977. S. 57.